# Liceo J. Da Ponte
Il Liceo Scientifico J. Da Ponte è un istituto superiore di secondo grado con sede a Bassano del Grappa, nella provincia di Vicenza.

## Storia
Dal 1934 al 1958: preistoria del liceo
Dal 1934 alla fondazione del Liceo J. Da Ponte la formazione scientifica a Bassano è stata garantita da alcuni istituti privati: Il Liceo Scientifico Monte Grappa, chiuso nel '44 a causa di dinamiche complesse determinate dalla guerra; il Liceo Scientifico G. Marconi a cui, non disponendo questo di attrezzature e locali adeguati, subentrò nel '50 la sede distaccata del Liceo Paolo Lioy di Vicenza. Un liceo autonomo statale chiamato "Liceo Scientifico Statale di Bassano del Grappa" venne instituito solo nel '53, ponendo le fondamenta per il Liceo J. Da Ponte.
Dal 1958 a oggi: Liceo Scientifico Jacopo Da Ponte
Nel 1958 il Comune mise a disposizione della provincia l’edificio situato in piazzale degli Ezzelini, adeguato alle esigenze di una scuola media superiore con possibilità di sviluppo.
Nel 1963, Il Comune di Bassano, riconoscendo il valore del Liceo Scientifico Jacopo Da Ponte, mise a disposizione due locali adiacenti al liceo. Il Ministero e l'amministrazione provinciale concessero risorse per il suo ampliamento.
Nell'anno scolastico 1969/70, il Comune di Asiago ottenne l'autorizzazione per istituire una sezione distaccata del liceo.
Nell'estate del 1972, il Liceo Scientifico si trasferì nell'attuale sede nel quartiere Santa Croce grazie alla messa a disposizione di un terreno da parte dell'Amministrazione Comunale di Bassano e alla costruzione di un nuovo edificio da parte dell'Amministrazione Provinciale di Vicenza. Il nuovo edificio fu apprezzato per la presenza di strutture e locali essenziali precedentemente mancanti.

Nei primi anni del 2000, come prolungamento del lato sud dello stabile, è stata costruita una nuova ala dell'edificio, ospitante 14 nuove aule.